# Mécislas Golberg

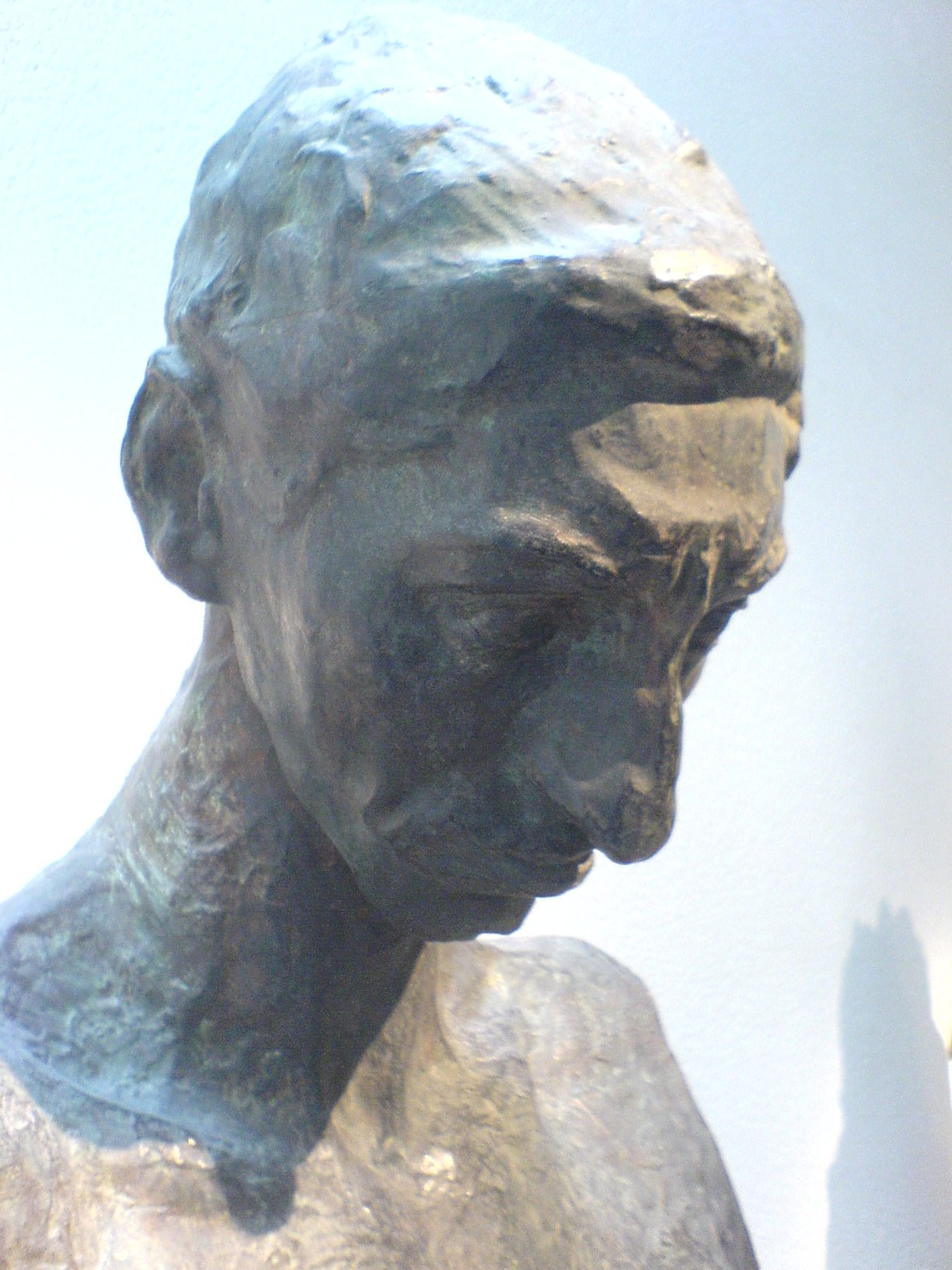
Mécislas Goldberg par Antoine Bourdelle.

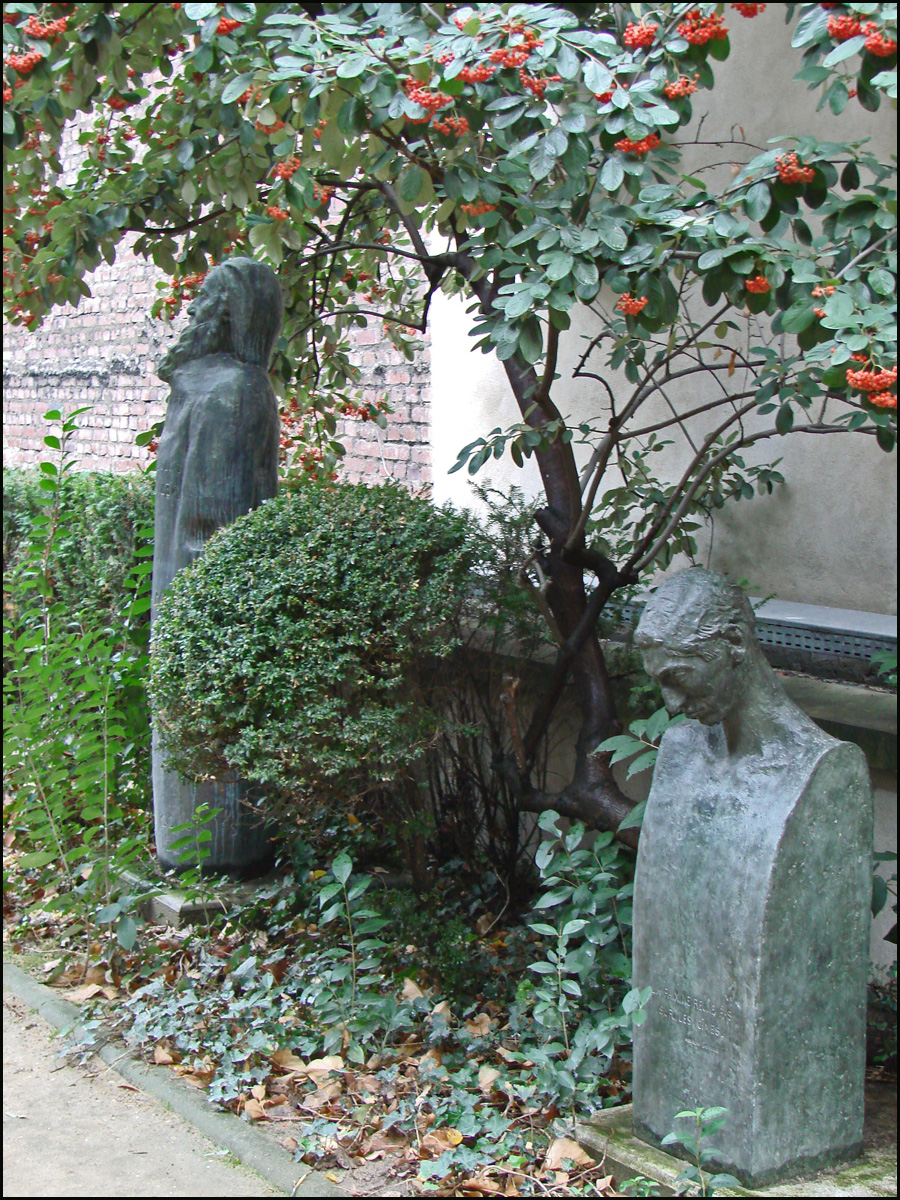
Au premier plan, buste-stèle de Mécislas Golberg par Antoine Bourdelle dans le Jardin du musée Bourdelle.

Mécislas Golberg ou Mécislas Goldberg, né le 21 octobre 1869 à Płock (Pologne russe) et mort le 28 décembre 1907 en son domicile à Fontainebleau, est un poète, dramaturge, critique d'art, journaliste et essayiste libertaire d'origine polonaise qui écrit son œuvre en français.
Dès 1899, il se réclame du sionisme libertaire.

## Biographie
Mécislas Golberg naît Mieczysław Goldberg à Płock en Pologne russe dans une famille juive de neuf enfants. Ses parents, Schlomo Leb Goldberg et Julie Danzyger, sont des commerçants aisés et cultivés.
Il fait une partie de ses études à Genève avant de gagner Paris, en 1891, où il s'inscrit à la Faculté de médecine pour des études médicales qu'il n'achèvera jamais.
Après une tentative de suicide, il se jette dans la lutte sociale.
Un arrêté d’expulsion ayant été pris contre lui le 26 décembre 1896, il part pour Londres où il est emprisonné pour ses activités anarchistes. Il obtient finalement un permis de séjour à Paris, sous réserve de bonne conduite. Il se consacre alors à la littérature. 
Tout en étant régulièrement expulsé de France pour activités indésirables à la vie politique, il collabore, sous pseudonymes, à des journaux et à des revues : L'Aurore, Le Courrier social illustré, Les Droits de l'homme où il rejoint la lutte dreyfusarde et initie la publication du Livre d'hommage des Lettres françaises à Émile Zola, Le Festin d'Ésope de Guillaume Apollinaire, Le Flambeau, Germinal,  La Jeune Champagne, Le Libertaire de Sébastien Faure, Le Libre, Mercure de France, L'Œuvre sociale, La Plume où il rencontre notamment André Salmon, La Renaissance, La Revue internationale de sociologie, Les Temps nouveaux de Jean Grave, etc.

### Sur le trimard, «organe des sans-travail»
Le 4 juillet 1895, il fonde la revue libertaire, Sur le trimard, « organe des sans-travail ». Pour lui, le vrai prolétaire est celui qui n’a rien à perdre comme rien à attendre de la société actuelle : « la Révolution sociale ne pouvait être l’œuvre du Quatrième État, organisé et hiérarchisé avec ses syndicats et ses groupes politiques, mais bien du Cinquième État que constituaient les irréguliers du travail, les ouvriers disqualifiés, les vagabonds réfractaires et trimardeurs ». Au tout début des années 1900, il collabore à L'Œuvre d'art international et dirige une imprimerie typographique située au 63 avenue des Gobelins (Paris, 13e).
En juillet 1907, L'Abbaye, une fraternité d'artistes installée à Créteil, réimprime ses Cahiers mensuels originellement publiés en 1900. Cette même communauté publie ensuite son traité De l'esprit dialectique.
Il compte parmi ses amis Jean Moréas, Antoine Bourdelle (qui sculpte son buste), Camille Claudel, André Gide, Max Jacob, Henri Matisse, Henri de Régnier, Henri-Pierre Roché, Auguste Rodin, Jules Romains, Séverine, Edmond-Marie Poullain, etc.
Il est, en son temps, l'un des écrivains les plus représentatifs de l'anarchisme. 
Il meurt de la tuberculose, peu avant la parution de La morale des lignes, étude inspirée et illustrée par des dessins d'André Rouveyre (la suite Carcasses divines), présentée comme un traité d'esthétique pré-cubiste.
Henri Poulaille le décrit dans Le Libertaire du 21 avril 1921 : « Un long cadavre maigre, debout sur ses jambes grêles. Deux yeux fixes et brillants de fièvre au-dessus d’un nez en bec d’aigle, la bouche comme tordue d’amertume. Surtout les yeux arrêtent l’attention, deux yeux, lacs d’acier brûlant dans le paysage d’un visage osseux. Tel était Goldberg au physique et c’est ainsi que l’admirable dessinateur Rouveyre nous a tracé son portrait dans une page émouvante ».

## Postérité
En 1895, avec Berthe Charrier, Mécislas Golberg a eu un fils non reconnu, Jacques Mécislas Charrier, qui connu la prison à plusieurs reprises. Bien que n’ayant pas directement de sang sur les mains, celui-ci est condamné à mort et exécuté le 2 août 1922 pour sa participation au braquage du train Paris-Marseille dans la nuit du 25 juillet 1921, attaque pendant laquelle un jeune officier avait été tué. Mécislas Charrier, appréhendé à Paris, dénonce ses deux complices, dont la tentative d'arrestation provoque la mort d'un inspecteur de police.
Dans la cour de la prison de la Santé, il marche à la guillotine en chantant L'Internationale, Gloire au 17e et La Carmagnole. Il est le dernier anarchiste exécuté en France.

## Œuvres
Bibliographie sélective
- Immoralité de la science, essai, Paris, Giard et Brière éd. 1895
- Vers l'amour, nouvelles et poèmes, Paris, Albert Wolff éd., 1896
- Lazare le ressuscité, plaintes en 12 épisodes, Châteauroux, Albert Wolff éd., 1901
- Lettres à Alexis. Histoire sentimentale d'une pensée, Paris, Ed. de La Plume, 1904
- Prométhée repentant, tragédie en trois actes, Reims, Ed. de La Jeune Champagne, 1905
- Fleurs et cendres. Impressions d'Italie, Reims, Ed. de La Revue littéraire, 1906
- Cahiers mensuels no 1-2 [Reims, 1900], suivi de Disgrâce couronnée d'épines, Créteil, L'Abbaye, 1907 - illustré par André Rouveyre et Pierre-Eugène Vibert.
- L'Esprit dialectique, Créteil, L'Abbaye, 1907.
- La morale des lignes, illustré par André Rouveyre, Paris, Léon Vanier-A. Messein, 1908 ; Allia, 2018.
  - Jean-Didier Wagneur, Mécislas Golberg, l’anar pour l’art, Libération, 5 janvier 2018, [lire en ligne].
- Disgrâce couronnée d'épines (journal d'un homme qui meurt), illustré par André Rouveyre, textes présentés et annotés par Catherine Coquio, Rennes, Pontcerq, 2018.

## Notices
- Dictionnaire biographique du mouvement ouvrier français, « Le Maitron » : notice biographique.
- Larousse : notice biographique.
- Dictionnaire international des militants anarchistes : notice biographique.
- Centre international de recherches sur l'anarchisme (Lausanne) : notice bibliographique.
- Catalogue général des éditions et collections anarchistes francophones : notice bibliographique.
- René Bianco : 100 ans de presse anarchiste - notice
- RA.forum : notice bibliographique.